# Puerto Alegría
Pour les articles homonymes, voir Alegría.
Puerto Alegría est un corregimiento départemental de Colombie, situé dans le département d'Amazonas.

## Démographie
Selon les données récoltées par le DANE lors du recensement de la population colombienne en 2005, Puerto Alegría compte une population de 4 habitants.